# Palazzo De Rosa di Villarosa
Il palazzo De Rosa di Villarosa è un edificio di valore storico e architettonico di Napoli, ubicato in largo Regina Coeli.
Di fondazione cinquecentesca, ha subito diverse trasformazioni nel corso dei secoli, come la soprelevazione di piano, che portò l'intero edificio da tre piani fuori terra a quattro. La facciata presenta delle semplici linee architettoniche realizzate a stucco; il portale è caratterizzato dalla semplice fascia in piperno. 
Di notevole pregio è la scala interna che si trova alla sinistra dell'androne: di fattura tardocinquecentesca, si presenta con un sistema archivoltato che imita una serliana al contrario. Ai lati sono presenti gli archi a tutto sesto, mentre al centro c'è l'elemento di raccordo architravato che conduce ad un piccolo ambiente di servizio. Essa si eleva su due ordini sormontata da un terzo piano adibito a loggia. Negli interni sopravvivono delle incartate, cioè dei soffitti lignei a travi ricoperti da carta dipinta.